# Rio Bistra Boului
O Rio Bistra Boului é um rio da Romênia afluente do Rio Bistra, localizado no distrito de Caraş-Severin.